# Lactobacillus sanfranciscensis
Lactobacillus sanfranciscensis (anteriorment dit L. sanfrancisco) és una espèce de bacteri àcid-làctic que ajuda a donar al pa fermentat el seu gust característic. Rep el nom de la ciutat de San Francisco, on es va trobar primer aquest bacteri where sourdough was found to contain the variety, though it is not endemic però no és endèmic d'aquesta zona.
Els iniciadors de la fermentació es fan amb una mescla de llevats i de lactobacils en una proporció d'1:100. El llevat més comú és Candida humilis. Aquest llevat no pot metabolitzar la maltosa que es troba a la massa mentre que el Lactobacillus necessita la maltosa. Es fan servir comercialment soques especials comercials del L. sanfranciscensis cultivades en laboratori.